# Quadrellinae
De Quadrellinae zijn een onderfamilie van krabben (Brachyura) uit de familie Trapeziidae.

## Geslachten
De Quadrellinae omvatten de volgende geslachten:
- Hexagonalia  Galil, 1986
- Hexagonaloides Komai, Higashiji & Castro, 2010
- Quadrella  Dana, 1851